# Frédéric de Pourtalès
Jules-Henri-Charles-Frédéric, comte de Pourtalès (28 février 1779, Neuchâtel - 30 janvier 1861, Clarens), seigneur de Tloskau (Bohème), Lischna et Kirchberg, est un militaire et homme politique d'origine suisse.

## Biographie
Fils de Jacques-Louis de Pourtalès, important négociant de Neuchâtel, président du conseil d'État de Neuchâtel, et de Marie de Luze, il suit la carrière des armes en servant comme officier au service du royaume de Prusse, avant de passer au service de la France. Il devient alors aide de camp du maréchal Berthier, prince de Neuchâtel.
En 1807, il reprend le domaine de Marchais (Aisne) dans la faillite du banquier Médard Desprez, dont il est l'un des créanciers. Il conserve ce domaine jusqu'en 1836, époque à laquelle il le revend au comte Achille Joseph Delamarre. En mai 1821, il fait recevoir à Marchais la duchesse de Berry et sa suite, venue en pèlerinage au sanctuaire de Notre-Dame de Liesse.
Lieutenant en 1808, puis capitaine l'année suivante au bataillon du prince de Neuchâtel, Pourtalès est aide de camp du général Niklaus Franz von Bachmann durant les Cent-Jours. 
Décoré de la Légion d'honneur en France en 1809, il est fait comte d'Empire par lettres patentes de Napoléon 1er, le 31 décembre 1809. 
À la chute de Napoléon, il se rallie au Roi de Prusse, prince de Neuchâtel. qui le fait aussi comte par décret du 19 mai 1814. Il est fait également grand-croix de l'ordre de l'Aigle-rouge et commandeur de l'ordre royal de la couronne de Bavière.
Inspecteur général des milices neuchâteloises et lieutenant-colonel, il devient chef de l'infanterie et colonel-inspecteur en 1825, puis colonel fédéral en 1831.
Conseiller d'État, il est le grand-maître des cérémonies à la cour de Prusse de 1842 à 1848.

### Mariage et descendance
Il épouse à La Malmaison le 18 novembre 1811 Mlle Marie Louise Elisabeth de Castellane-Norante (12 janvier 1793 - Genève, 26 février 1881), élevée par l'impératrice Joséphine, fille de Michel Ange de Castellane-Norante, mestre de camp de cavalerie, chevalier de Saint-Louis (1751-1799) et de Marie Renée Louise de Johanne de La Carre de Saumery (1763-1807). De ce mariage, sont issus deux fils : 
- Albert Alexandre de Pourtalès, ministre plénipotentiaire de Prusse à Paris (1812-1861), marié en 1846 avec Anna Frédérique Cécile Ida de Bethmann (1827-1892), dont postérité féminine ;
- Albert Guillaume de Pourtalès (1815-1889), marié en 1848 avec Charlotte de Maltzahn (1827-1861), dont postérité féminine[5].